# Phycosoma flavomarginatum
Phycosoma flavomarginatum là một loài nhện trong họ Theridiidae.
Loài này thuộc chi Phycosoma. Phycosoma flavomarginatum được Friedrich Wilhelm Bösenberg & Embrik Strand miêu tả năm 1906.

## Hình ảnh

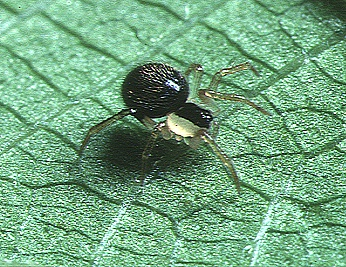